# Jiří Paroubek
Jiří Paroubek (nascido a 21 de agosto de 1952 em Olomouc, na Morávia) é um político checo e um líder do partido socialdemocrata checo (ČSSD). Em 25 de abril de 2005, ele sucedeu a Stanislav Gross, tornando-se primeiro-ministro. Anteriormente ele era ministro do desenvolvimento regional do governo de Gross.
Casado pela segunda vez, é pai de Margarita, nascida em 31.10.2009, com sua segunda esposa, a tradutora eslovaca Petra, 21 anos mais jovem. Com sua primeira esposa, Zuzana, teve um filho, Jiri Paroubek Junior, que lhe deu a neta Viktoria.